# إجرماواس
إجرامواس أو إجَمَاوَس ((بخط التيفيناغ: ⵉⵊⴰⵔⵎⴰⵡⴰⵙ)) هي جماعة قروية تقع في شمال المغرب في غرب إقليم الدريوش تقدر مساحتها بأكثر من 165 كلم2 تتوفر هذه الجماعة على موارد جد هامة ومحفزات للتنمية المستدامة. ويبلغ عدد سكان الجماعة حوالي 11288 نسمة حسب إحصاء سنة 2004.

## أصل تسمية الجماعة
يعود أصل تسمية الجماعة حسب الرواية المتداولة عند الساكنة: أن قديما حل بالمنطقة طفل قدم من مكان بعيد يطلب العمل فلبى له الطلب فلاح من فلاحي القرية حيث استغرق مدة طويلة وهو يعمل في ضيعات مشغله دون أخذ راتب على ما أسداه من عمل، وعندما قرر الولد الذهاب إلى حال سبيله عند أهله أخبر مشغله بالقرار الذي اتخذه وطالب منه أن يدفع له راتبه منذ اليوم الأول من تاريخ بداية العمل إلى آخر يوم. الشيء الذي استجاب له المشغل إلا أنه بدلا من أن يؤدي له أجره نقدا، اقتطع له، قطعة أرض مقابل الخدمات التي قدمها ومنذ ذلك اليوم أصبحت القطعة الأرضية المدفوعة للدائن تسمى عند ساكنة القرية ب – اجار أمواس – أي باللغة المحلية فدان الدين.

## تاريخ الجماعة
عرفت جماعة إجرمواس تعميرا قديما إذ تنتمي الساكنة إلى الأصل الأمازيغي بني توزين الذين سكنوا المنطقة قبل مجيء الإسلام بالالاف من السنين.
وتروي بعض الكتب التاريخية أن بنو صالح عندما وصلوا إلى المنطقة تمكنوا من بناء مدينة النكور في أقصى الشمال الغربي من الجماعة في مكان يعرف عند الاهالي ب: - ثند حواء- أو - رمدينث- تعني باللغة الريفية المدينة، وقد عرفت هذه المدينة ازدهارا كبيرا أيام زمانها وكانت تربطها علاقة وطيدة مع المزمة التي كانت على شاطئ البحر الأبيض المتوسط في مكان يسمى بـ: "تمجهدين"

## أقرب المدن للجماعة
المسافة (بـ كلم) المدينة 47كم الدريوش، 45كم إمزورن، 60كم الحسيمة، 100كم الناظور، 140كم تازة، 210كم وجدة.

## حدود الجماعة
الشمـال: جماعة تمسمان وجماعة تروكوت
الجنـوب: جماعة افرني وجماعة تسافت
الغرب: بلدية بني بوعياش وجماعة النكور
الشرق: جماعة افرني

## الوسط الطبيعي
تغطي الجبال ازيد من 94% من المساحة الاجمالية لجماعة إجرمواس وفي بعض المناطق من الجماعة يتجاوز ارتفاع هذه الجبال 1100 متر فوق سطح البحر، كما تضم مجموعة من الأودية والشعاب.
ان المرور عبر مختلف المسالك التي تخترق جبال هذه الجماعة يفاجئ الزائر بوجود بعض المناطق التي تشكل خطرا طبيعيا على الساكنة إذ تعرف التربة فيها انجرافا خطيرا أيام فصل الشتاء.
كما ان الأودية والشعاب التي تمر بتراب الجماعة تشكل خطرا كبيرا على تنقل الساكنة والزوار معا، حيث تفرض عزلة تامة على جميع الدواوير وخاصة أثناء الأيام الممطرة.

## المناخ
مناخ متوسطي حيث تغلب عليها طبيعة البحر الأبيض المتوسط دافئ وممطر شتاءً وجاف وحار صيفاً.

## أسماء القرى
تحواست - تعمارت - اقشوعا - اصلحيوا - النكور - اميسار - بني محسن - بوجداين - اورديجا بني بلعيز - واوزارت - تغاغت - ارزوقا - اعلون - صاكا - بوصفري - بني حسان - اسليماتا - بوضيرب- تغزوت امنيتا - اجرمواس المركز - بني ملك - أبوعقيلا - بولحفاتا - اورديجا بني عكي - اميايا - ازراي - اغيل تزق - الصندون -اخمالا - اميمونا - ايت تارينت -الزاوية.اجراين.قايس.دار الحمراء.تقسفت. تيزي. سيدي موسى.